# Кротоне (футбольный клуб)
«Крото́не» — итальянский профессиональный футбольный клуб из одноимённого города. Основан в 1923 году. Домашние матчи проводит на стадионе «Эцио Шида», вмещающем 16 550 зрителя.

## История

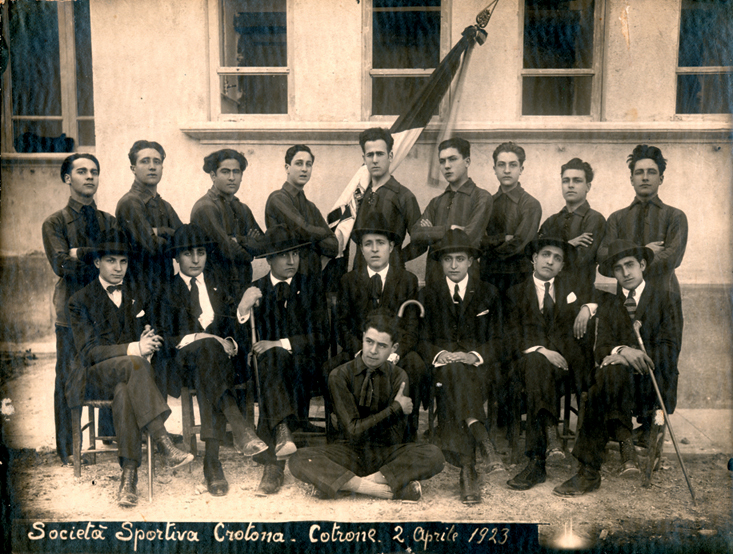
Первый состав клуба

Клуб базируется в древнегреческом поселении Кротон, поселение является одним из первых греческих колоний расположенных на территории Италии. Клуб гордится своей историей происхождения со своими эмблемами и лозунгами.
Первая команда из Кротоне, Società sportiva Crotona, была основана в сентябре 1910 года, но она привязана не к итальянской футбольной федерации, а другие клубы Кротоне, такие как Milone Crotone, играли до 1921—1923 годов во второстепенных лигах, одна из них была нынешняя Серия С. После Второй мировой войны новый футбольный клуб Unione Sportiva Crotone, провёл семь сезонов в Серия С.
В 1963 году клуб вылетел в серию D, но на следующий сезон вернулся в третий дивизион, где провёл четырнадцать сезонов подряд, клуб был близок к повышению в 1977 году, когда занял третье место после клуба «Бари» и «Паганезе». В 1978 году после изменений в итальянской футбольной лиги «Кротоне» был переведён обратно в Серию С2, а в следующем году объявлен банкротом. Новый клуб «Кротоне» начал снова соревноваться в восьмом дивизионе Италии.
«Кротоне» был переведён в Серию С2 в 1984 году, но только на один сезон. Название было изменено на Kroton Calcio, и спустя сезон клуб снова вернулся в Серию С2 в 1986 году, где он играл до 1991 года. Второе банкротство привело привело к созданию нового клуба. Название было то же, но в лице председателя клуба был Раффаэле Вренна, начиная с седьмого дивизиона, клуб дошёл до Серии С, выиграв в плей-офф у «Локри» и «Беневенто».
Под руководством тренера Антонелло Кучкредду, клуб впервые в 2000 году вышел в Серию B, но спустя два сезона вернулся в Серию С2. Снова в 2004 году клубу удалось вернуться во второй дивизион, после того как обыграли Витербезе в плей-офф. После поражения в плей-офф 2008 года от Таранто, Кротоне вернулся снова в третий дивизион.
Сезон 2008/09 клуб провёл в Серии С, но, заняв там третье место, добился права выступать в сезоне 2009/10 в Серии B.

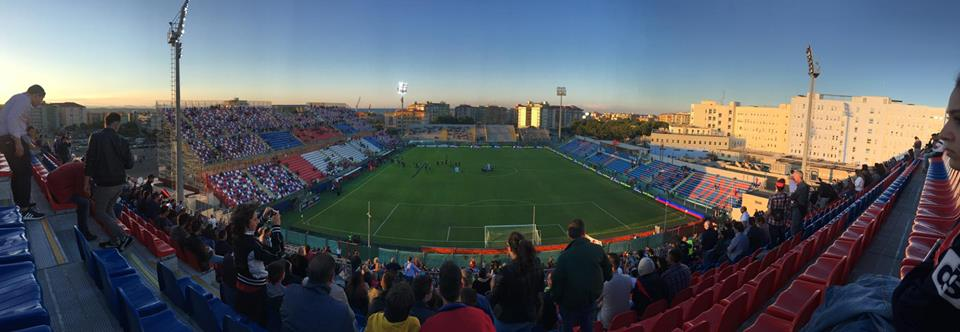
Стадион Эцио Шида

«Кротоне» дважды пережил банкротство (в 1979 и 1991 годах), и за всю свою историю клуб провёл всего 12 сезонов в Серии B.
В сезоне 2014/15 команда была близка к вылету в третий итальянский дивизион.
Клуб в 2016 впервые в своей истории вышел в высшую лигу чемпионата Италии в Серию А. «Кротоне» закончил сезон на 17 месте в таблице, обеспечив себе место в следующем сезоне Серии А. В следующем сезоне «Кротоне» не удалось избежать вылета из дивизиона после поражения от «Наполи» в заключительном матче сезона. По итогам сезона 2019/20 клуб снова вернулся в Серию А.